# Rhamma bilix
Rhamma bilix is een vlinder uit de familie van de Lycaenidae. De wetenschappelijke naam van de soort werd als Thecla bilix in 1921 gepubliceerd door Draudt.